# Esclerocronología

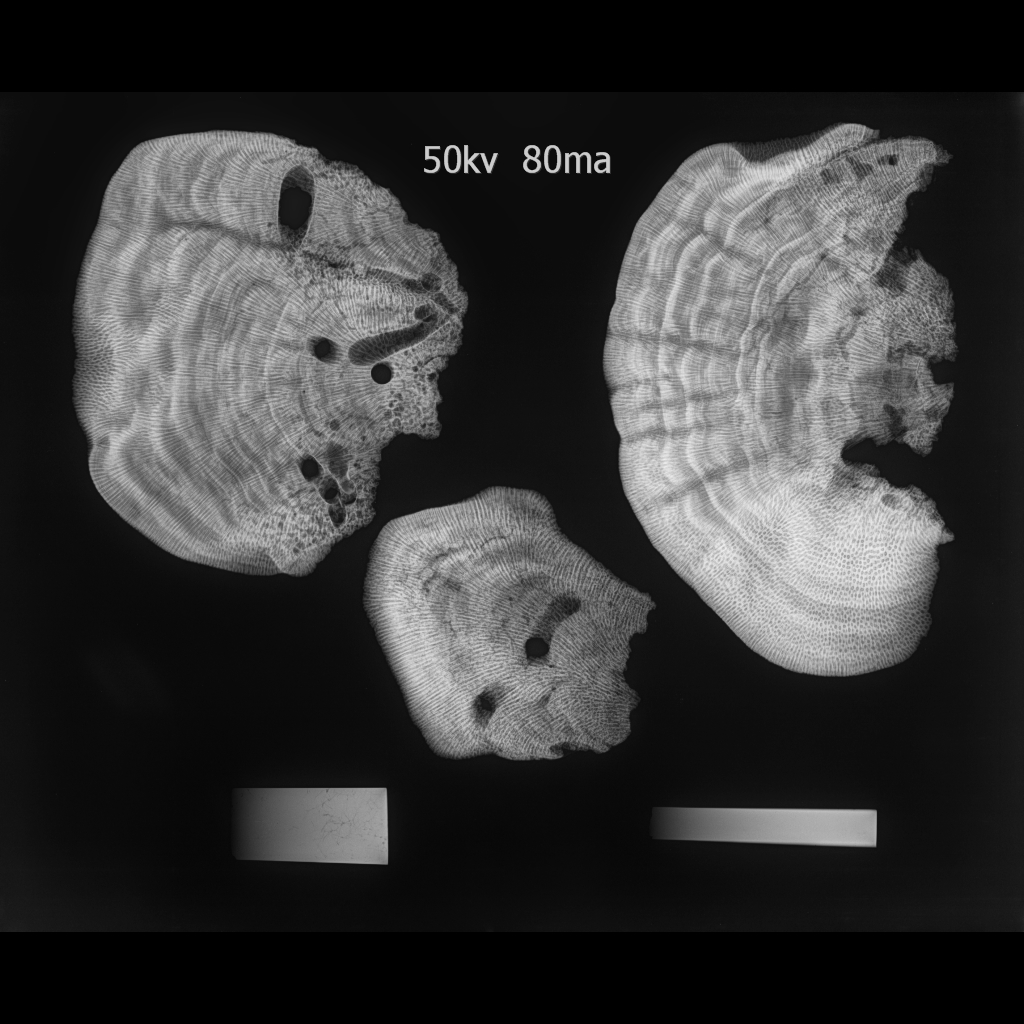
Radiografía rayos-X (negativo) de esqueletos de corales masivos, donde se refleja el patrón de bandas de alta (banda clara) y baja densidad (banda oscura) que representan un año de crecimiento.

Se denomina esclerocronología a la ciencia que estudia la historia de vida (ontogenia) de los organismos (ej. corales, moluscos bivalvos, algas coralinas y peces [otolitos]) que generan o precipitan su propio exoesqueleto principalmente de carbonato de calcio. Esta disciplina es particularmente útil para las ciencias marinas como biología, ecología, geología y paleoclimatología, ya que provee información que es utilizada para conocer la edad de los organismos y también como proxies ambientales en la reconstrucción de la variabilidad histórica (corto y largo plazo) de factores físicos-químicos de ecosistemas marinos, y con ello permite generar modelos o proyecciones a futuro en función a cambios ambientales bajo diferentes escenarios en contexto de un cambio climático. La esclerocronología está enfocada primordialmente en el análisis de patrones de crecimiento (acreción) los cuales son reflejados en bandas de distintas densidades (baja y alta densidad) homólogas a los anillos de crecimiento en los árboles (dendrología) Estas bandas de densidad representan teóricamente un año de crecimiento y son evidentes en radiografías de rayos-X las cuales fueron observadas en los trabajos pioneros de Knutson y Buddemeier quienes dos años más tarde dieron nombre a la ciencia de la esclerocronología. Con base a la cronología de las bandas de distinta densidad es posible obtener parámetros o atributos de crecimiento anual como: tasa de extensión (cm año−1) definida como el crecimiento lineal adyacente entre bandas, densidad del esqueleto (cm−3) como la cantidad de carbonato de calcio en unidad de volumen y tasa de calcificación (g cm−2 año−1) definida como la cantidad de carbonato de calcio en unidad y área depositado en un periodo anual

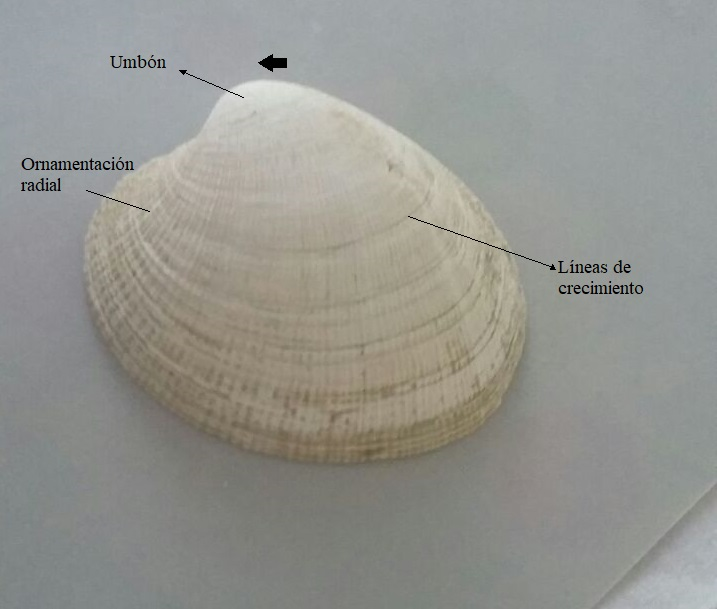
La esclerocronología es una disciplina científica que se especializa en obtener información valiosa del examen detallado de los anillos, o bandas de crecimiento, que se desarrollan en las valvas de los moluscos bivalvos.

## Generalidades
Etimología
Etimológicamente el término esclerocronología se construye con palabras del idioma griego, en donde δένδρον (sklhro) significa ‘rígido’ o ‘duro al tacto’, χρόνος (jrónos) es ‘tiempo’, y λόγος (logos) que se traduce como ‘estudio’.

### Particularidades del crecimiento en esqueletos calcáreos
El crecimiento en organismos calcificadores (ej. corales, moluscos bivalvos, algas coralinas y peces [otolitos]) está regulado tanto por factores exógenos (ambientales)—como la temperatura, salinidad, tormentas— como endógenos (propias de la especie)—su edad, sexo, morfología, madurez reproductiva, etc.—. Las modificaciones ejercidas por dichos factores queda registrada en su esqueleto al modificarse su composición química y estructura calcárea, variando en sus características esclerocronólogicas (extensión, densidad y tasa de calcificación).

### Características del método

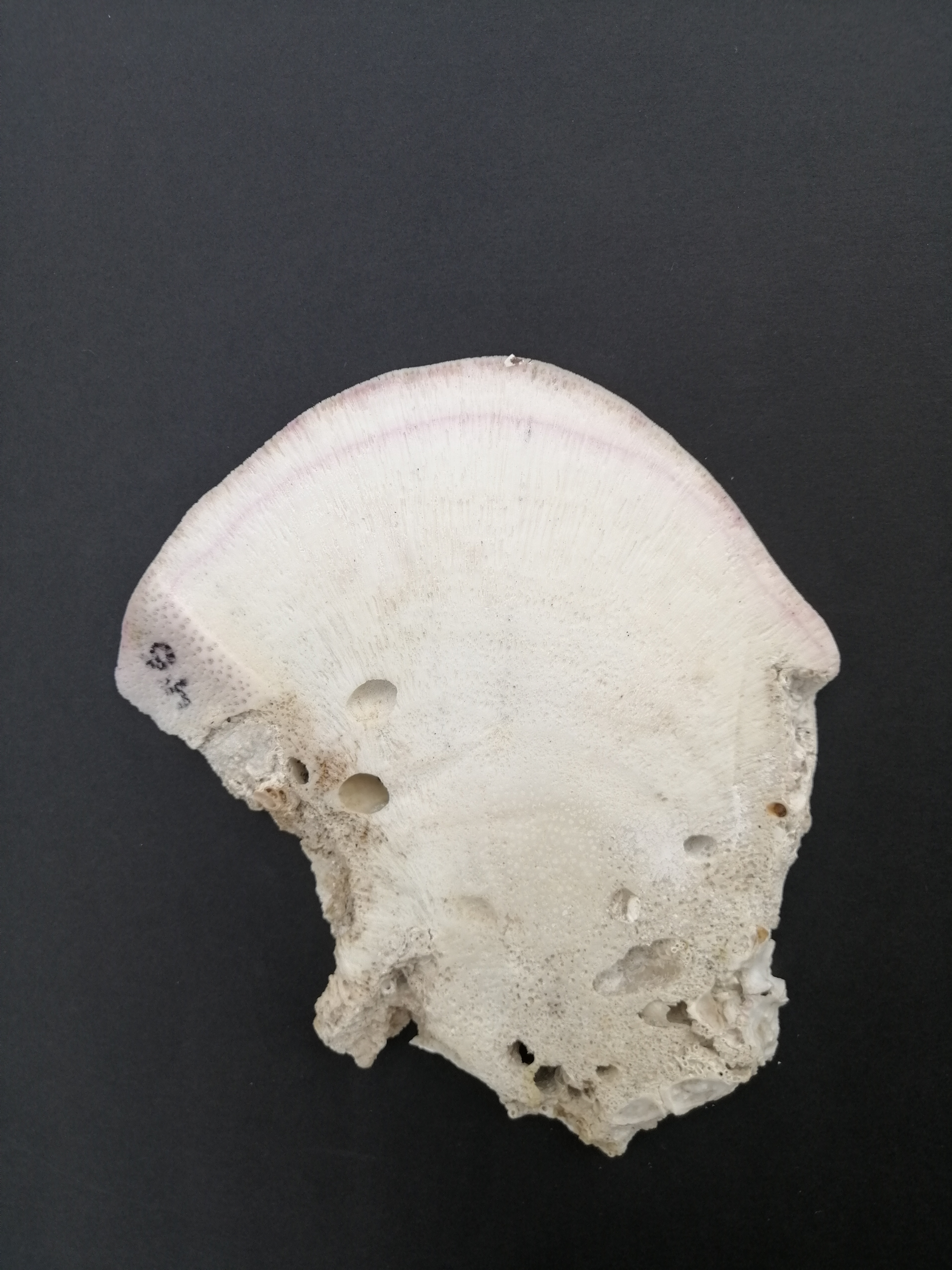
Laja de coral masivo previamente teñida con rojo de Alizarina (línea roja superior), que denota un periodo anual de crecimiento

El estudio de la historia de vida de un organismo y de las condiciones en las que vivió (esclerocronología) puede ser evaluado mediante varios métodos en lo que incluyen el análisis de bandas de densidad mediante densitometría óptica, gamma densitometria, tomografia o micro-tomografía computarizada o utilizando de otros métodos como la composición geoquímica (isótopos); peso boyante (principio de Arquímedes), desplazamiento de agua, desplazamiento de mercurio, material congelado y material embebido en parafina; tinción de esqueletos (alizarina, complexona de alizarina, calceína y oxitetraciclina) y nuevos metódos como la reconstrucción morfológica mediante fotogrametria y modelos 3-D
Mediante la esclerocronología se busca definir una escala temporal, gracias a una particularidad, el patrón de crecimiento demarcado en sus anillos (bandas de densidad). Por ejemplo para los moluscos bivalvos estas se forman, a razón de uno por año, por la acreción de tejidos duros, comenzando desde un sector de la valva denominado umbo —o umbón— (donde se localizan los primeros, ergo, los más antiguos) extendiéndose hasta el borde o margen de la valva, donde se desarrollan los últimos o más recientes. Como en los primeros años el bivalvo crece vigorosamente, los primeros anillos son más visibles. A medida que aumenta la longevidad, el ritmo de crecimiento disminuye, por lo que los anillos se forman muy juntos y su observación es mucho más dificultosa, sin embargo, los ejemplares de mayor edad son los que más información pueden brindar a los científicos, al presentar una serie más prolongada, con más chances de hacer concordar con los dibujos de otros especímenes colectados en la misma área.
La existencia de anillos de un ancho distinto al promedio permite deducir que esa temporada fue atípica. Si el anillo es más ancho pudo deberse a una mayor disponibilidad de recursos tróficos, a un invierno más corto o a temporadas transicionales más benignas. Por el contrario, un anillo inusualmente angosto puede significar que ese año las temperaturas fueron más crudas, la disponibilidades de alimento fue menor, la densidad de ejemplares fue mayor, hubo inconvenientes en el biotopo (cenizas volcánicas, contaminación, etc.).

#### Variantes
Hay dos modos de realizar el conteo, el primero es hacerlo sobre las líneas de crecimiento externas, las que pueden ser observadas como repliegues del perióstraco sobre la superficie externa de la valva. Este es el método más simple pero que no arroja resultados precisos en valvas de especímenes longevos. La otra metodología es hacerlo sobre las líneas de crecimiento internas; esta última forma proporciona una escala cronológica mucho más detallada, incluso al estudiar los valiosos individuos que han alcanzado una prolongada edad, los que permiten analizar un periodo de tiempo más extenso.
Para poder acceder a esos valiosos datos científicos, es preciso examinar el interior de la concha, abriéndola. Seguidamente se realiza un corte de la valva en dirección transversal, perpendicular a los anillos de crecimiento. Luego se lo pule, logrando de este modo una superficie espejada, en la cual se observan nítidas una ordenada serie de “bandas”, repitiéndose en un patrón fijo en el cual cada banda clara es seguida por una oscura, y así sucesivamente. Cada juego de una banda clara más su inmediata oscura equivale a un año en la vida del molusco; la banda clara corresponde a la depositación ocurrida durante el invierno, la oscura, en cambio, representa la de la estación cálida.
Para facilitar la observación se suele aplicar un tratamiento con colorante Alcian, ya que los componentes orgánicos de la valva son sensibles a este químico, tiñéndose los lugares que presentan mayor concentración, adquiriendo un nítido azul intenso, pudiéndose así disociar cada banda con mayor exactitud.

## Utilidad
Mediante esta técnica es posible no solo saber la edad de un determinado ejemplar, también se puede calcular su tasa de crecimiento anual. En un contexto más amplio, permite analizar patrones temporales y espaciales de determinados procesos a escala biológica (días-meses), ecológica (años-décadas) o geológica (milenios), pudiéndose fechar con precisión determinados eventos, los que se vieron reflejados en el crecimiento anormal del molusco. Se puede correlacionar con otros especímenes del mismo biotopo, para discernir el grado de masividad que tuvo el hecho; a su vez, también es posible comparar con registros de otros biotopos de la región, para determinar su alcance e intensidad.
Por medio de la esclerocronología se ha logrado descubrir al animal más longevo del que se tenga registro, una almeja islandesa (Arctica islandica) —a la que se denominó Ming— que se mantenía aún con vida a pesar de tener una edad de 507 años, aunque debió ser sacrificada para realizar el correcto conteo.
Su aplicación en zooarqueología
El análisis esclerocronológico no solo puede ser aplicado a organismos o ejemplares que se capturan vivos para este fin, también es posible emplearlo sobre las encontradas en depósitos de yacimientos arqueológicos, de edades de varios miles de años. Los restos malacológicos constituyen una porción relevante del registro en contextos arqueológicos de etnias del pasado que habitaron ámbitos litorales, dado que representaban un recurso abundante, nutritivo y que estaba disponible durante todo el año. Al estudiar la temporada estacional en que fueron colectados —examinando la capa más externa de las depositadas—, es posible inferir si su consumo se intensificaba durante alguna época del año en particular, es decir, si su explotación presentaba estacionalidad.